# واژگان فارسی
زبان فارسی زبانی از خانوادهٔ زبان هندو آریایی است و بسیاری از واژه‌های فارسی نو، از زبان نیا-هندواروپایی ریشه دارند. زبان فارسی برای ساختن واژه‌های نو از ریشهٔ واژه، به گونه گسترده، از روش‌های واژه‌سازی مانند گرفتن وندها و ترکیب‌ها بهره می‌برد. همچنین، زبان فارسی پیوند چشمگیری با زبان‌های دیگر داشته که در گذر هنگام مانند هر زبان دیگری بانی ورود وام‌واژگانی به این زبان شده‌است.
زبان فارسی توانایی ساخت بیش از ۲۲۶ میلیون واژه را دارد بر اساس مطالعات دانشگاهی در ویکی پدیا. این تعداد شامل واژگان اصلی، مشتقات، ترکیبات و اصطلاحات تخصصی می‌شود

## فرایند واژه‌سازی
زبان فارسی در واژه‌سازی بسیار نیرومند است و از روش‌های چندگانه‌ای برای به کار بردن وندهای ترکیبی، بن فعل، نام‌واژه (اسم) و صفت برای ساختن یک واژهٔ نو سود می‌برد. در زبان فارسی بیشتر از پیوندهای اشتقاقی برای ساختن واژهٔ نوین و از در هم آمیختن نام‌واژه، صفت و بن فعل بهره برده می‌شود. واژگانی که از افزودن یک یا چند وند اشتقاقی همراه با یک بخش معنادار زبان ساخته شوند، مشتق نامیده می‌شوند. در زبان فارسی به فراوانی واژگان ترکیبی نیز به کار می‌روند، به گونه‌ای که با چسبیدن یک یا چند  بخش معنادار زبان واژگان پیوندی ساخته می‌شوند که این شیوه در زبان آلمانی نیز به کار می‌رود. اگر در فرایند واژه‌سازی، چند وند اشتقاقی با چند بخش معنادار زبان در هم بیامیزند، و واژه‌ای ساخته شود به آن مشتق-مرکب گفته می‌شود. محمود حسابی ثابت کرده‌است که زبان فارسی توانایی برساختن بیش از ۲۲۶ میلیون واژه را داراست.
نمونه‌ای از واژه‌سازی با کمک بن مضارع در پیوند با وندهای اشتقاقی:
| فارسی                   | اجزاء تشکیل‌دهنده                                    | انگلیسی                                      | مقولهٔ دستوری |
| ----------------------- | --------------------------------------------------- | -------------------------------------------- | ------------ |
| dān دان                 | dān دان                                             | بن مضارع دانستن (to know)                    | بن فعل       |
| dāneš دانش              | dān + -eš دان + ش                                   | knowledge                                    | اسم          |
| dānešmand دانشمند       | dān + -eš + -mand دان + ش + مند                     | Scientist                                    | اسم          |
| dānešgâh دانشگاه        | dān + -eš + -gâh دان + ش + گاه                      | university                                   | اسم          |
| dānešgâhi دانشگاهی      | dān + -eš + -gāh + -i دان + ش + گاه + ی             | pertaining to university; scholar; scholarly | صفت          |
| hamdānešgāhi هم‌دانشگاهی | ham- + dān + -eš + -gāh + -i هم + دان + ش + گاه + ی | university-mate                              | اسم          |
| dāneškade دانشکده       | dān + -eš + -kade دان + ش + کده                     | faculty                                      | اسم          |
| dānā دانا               | dān + -ā دان + ا                                    | wise, learned                                | صفت          |
| dānāyi دانایی           | dān + -ā + -i دان + ا + ی                           | wisdom                                       | اسم          |
| nādān نادان             | nā- + dān نا + دان                                  | ignorant; foolish                            | صفت          |
| nādāni نادانی           | nā- + dān + -i نا + دان + ی                         | ignorance; foolishness                       | اسم          |
| dānande داننده          | dān + -ande دان + نده                               | one who knows                                | صفت          |
| dānandegi دانندگی       | dān + -ande + -i دان + نده + ی                      | knowing                                      | اسم          |

نمونه‌ای از واژه‌سازی با کمک بن ماضی در پیوند با وندهای اشتقاقی:
| فارسی            | اجزاء تشکیل‌دهنده               | انگلیسی                         | مقولهٔ دستوری    |
| ---------------- | ------------------------------ | ------------------------------- | --------------- |
| did دید          | did دید                        | بن ماضی دیدن (to see)           | بن فعل          |
| did دید          | did دید                        | sight; vision                   | اسم             |
| didan دیدن       | did + -an دید + ن              | to see                          | مصدر            |
| didani دیدنی     | did + -an + -i دید + ن + ی     | worth seeing                    | صفت             |
| didār دیدار      | did + -ār دید + ار             | visit; act of meeting           | اسم             |
| didāri دیداری    | did + -ār + -i دید + ار + ی    | visional, of the sense of sight | صفت             |
| dide دیده        | did + -e دید + ه               | seen; what seen                 | صفت مفعولی؛ اسم |
| nādide ندیده     | nâ- + did + -e ن + دید + ه     | what unseen                     | اسم             |
| didgāh دیدگاه    | did + -gâh دید + گاه           | point of view                   | اسم             |
| didebān دیدبان   | dide + -bān دید + بان          | watchman                        | اسم             |
| didebāni دیدبانی | dide + -bān + -i دید + بان + ی | watchman-ship                   | اسم             |

## اثرگذاری خارجی
وام‌واژه‌های بسیاری در زبان فارسی یافت می‌شود که بیشتر از زبان‌های عربی، انگلیسی، فرانسوی ، زبان کردی و زبان‌ های ترکی به این زبان راه یافته‌اند. همچنین زبان فارسی نیز تأثیراتی بر واژگان زبان عربی، زبان‌های هندوایرانی و زبان‌های ترکی گذاشته‌است. شمار زیادی از واژه‌های فارسی نیز به واژگان زبان انگلیسی راه یافته‌اند.

### اثرگذاری زبان عربی
حملهٔ اعراب به ایران دو سده (از سدهٔ هفتم تا نهم میلادی) به درازا کشید و زبان عربی در گذر زمان بر ایرانیان تحمیل شد و جایگزین زبان پهلوی شد. از آنجایی که کتاب‌های پهلوی به عربی برگردان شد، عربی به زبان روشنفکران تبدیل گشت، نویسندگان، شاعران و فیلسوفان نیز همانند مردم، بر آن شدند که به عربی سخن بگویند و بنویسند.
در این دورهٔ زمانی، بسیاری از واژگان عربی وارد زبان فارسی شد و واژگان بسیاری نیز از فارسی به زبان عربی راه پیدا کردند. زبان عربی تاکنون نفوذ گسترده‌ای بر واژگان فارسی داشته‌است، اما می‌شود گفت که نتوانسته تأثیری بر ساختار این زبان بگذارد. اگرچه بخش چشمگیری از واژگان فارسی، از جمله جمع‌های مکسر، دارای ریشهٔ عربی هستند، اما فرایند مورد استفاده برای ساختن این واژه‌ها از عربی به فارسی فارسی نیامده‌است و این واژه‌ها در فارسی زایا نیستند. برای نمونه، صورت جمع واژه «کتاب» در زبان عربی «کُتُب» است که از روش‌های مشتق‌گیری از ریشهٔ این واژه به‌دست می‌آید. این در حالی‌است که در فارسی برای نشان دادن صورت جمع واژهٔ «کتاب» تک‌واژ تصریفی «ها» به کار می‌رود (کتاب +ها ← کتاب‌ها). واژگان ریشه‌دار و همچنین نوواژگان زبان فارسی تنها از همین تک‌واژ برای جمع بستن سود می‌برند و روش‌های مشتق‌گیری از ریشهٔ واژگان عربی برای جمع بستن در فارسی کاربرد ندارد.
افزون بر این، از آنجایی که واژه‌های جمع مکسر که با کمک روش‌های تک‌واژشناسی عربی به دست آمده‌اند تنها بخش کوچکی از واژگان زبان فارسی را تشکیل می‌دهند (نزدیک ۵٪ از پیکرهٔ شیراز)، نیازی به افزودن آن‌ها به دستور زبان فارسی نیست و این گروه از واژگان در واژه‌نامه‌های فارسی با نام بی‌قاعده فهرست می‌شوند.

### اثرگذاری زبان‌های ترکی
نکتهٔ در خور نگرش دیگر، بودن واژگان ترکی (دربرگیرندهٔ واژه‌های مغولی) در زبان فارسی است. در درازای تاریخ، قلمرو فارسی زبانان، از جمله فلات ایران، فرمان‌روایی دودمان‌هایی با تبار و ریشهٔ ترکی-مغولی را به خود دیده‌است. غزنویان، سلجوقیان، تیموریان، و قاجاریان هر یک تأثیراتی بر فرهنگ و ادبیات فارسی گذاشته‌اند. ایلخانان مغول نیز ترک‌زبانان بیشتری را به فلات ایران آوردند که ستون‌های ارتش مغول را سازمان می‌دادند. به جز برخی نام‌گذاری‌های رسمی در درون دولت، ارتش و بازرگانی، این واژگان ترکی میان فارسی‌زبانان تا اندازه‌ای رواج دارد که بسیاری از آن‌ها ریشهٔ این واژه‌ها را غیر فارسی نمی‌دانند. واژگانی مانند «آقا»، («دوقلو» این واژه همان دو کلون یا دو مشابه است که با clone انگلیسی همریشه است و کاملا فارسی می‌باشد)، «کمک»، «تومان» («ریال» منشأ زبان پرتغالی دارد)، «کاکا»، «یابو»، «قشلاق»، «جلو» و «قیچی».

### اثرگذاری فرانسوی و دیگر زبان‌های اروپایی
در چند سدهٔ گذشته، زبان فارسی وام‌واژه‌های بسیاری را از زبان‌های اروپایی و به‌ویژه فرانسوی گرفته‌است. بسیاری از این وام‌واژه‌ها تبار فرانسوی دارند و در فارسی، تلفظ فرانسوی آن‌ها گفته می‌شود. دیگر واژگان درآمده به زبان فارسی بیشتر از زبان‌های انگلیسی، ایتالیایی و آلمانی آمده‌اند. جدول زیر برخی از واژه‌های روامند فارسی/فرانسوی را نشان می‌دهد:
| فارسی  | فرانسوی   | انگلیسی       |
| ------ | --------- | ------------- |
| دوش    | douche    | shower        |
| مرسی   | merci     | thank you     |
| گارسون | garçon    | waiter        |
| مانتو  | manteaux  | women's coat  |
| شوفاژ  | chauffage | radiator      |
| شومینه | cheminées | fireplace     |
| اتوبوس | autobus   | bus           |
| کروات  | cravate   | tie           |
| ساک    | sac       | bag           |
| پاپیون | papillon  | bow-tie       |
| آلمان  | Allemagne | Germany       |
| مایو   | maillot   | swimming suit |
| ژامبون | jambon    | ham           |

## توانایی واژه‌سازی
زبان‌های هندواروپایی دارای شمار کمی ریشه در حدود ۱۵۰۰ (هزار و پانصد) عدد و دارای تقریباً ۲۵۰ پیشوند (Prefixe) و در حدود ۶۰۰ پسوند (Suffixe) هستند که با اضافه کردن آن‌ها به اصل ریشه می‌توان واژه‌های دیگری ساخت. مثلاً از ریشهٔ «رو» می‌توان واژه‌های «پیشرو» و «پیشرفت» را با پیشوند «پیش»، و واژه‌های «روند» و «روال» و «رفتار» و «روش» را با پسوندهای «اند» و «ار» و «اش» ساخت. در این مثال، ملاحظه می‌کنیم که ریشهٔ «رو» به دو شکل آمده‌است: یکی «رو» و دیگری «رف». با فرض این که از این تغییر شکل ریشه‌ها صرف نظر کنیم و تعداد ریشه‌ها را همان ۱۵۰۰ بگیریم، ترکیب آن‌ها با ۲۵۰ پیشوند، تعداد ۱۵۰۰ × ۲۵۰ = ۳۷۵٬۰۰۰(سیصد و هفتاد و پنج هزار) واژه را به دست می‌دهد. اینک هر کدام از واژه‌هایی که به این ترتیب به دست آمده‌است را می‌توان با یک پسوند ترکیب کرد. مثلاً از واژهٔ «خودگذشته» که از پیشوند «خود» و ریشهٔ «گذشت» درست شده‌است، می‌توان واژهٔ «خودگذشتگی» را با افزودن پسوند «گی» به دست آورد و واژهٔ «پیشگفتار» را از پیشوند «پیش» و ریشهٔ «گفت» و پسوند «ار» به دست آورد. هرگاه ۳۷۵٬۰۰۰ واژه‌ای را که از ترکیب ۱۵۰۰ ریشه با ۲۵۰ پیشوند به دست آمده‌است با ۶۰۰ پسوند ترکیب کنیم، تعداد واژه‌هایی که به دست می‌آید، می‌شود ۳۷۵٬۰۰۰ × ۶۰۰ = ۲۲۵٬۰۰۰٬۰۰۰ (دویست و بیست و پنج میلیون). باید واژه‌هایی را که از ترکیب ریشه با پسوندهای تنها به دست می‌آید نیز حساب کرد که می‌شود ۱۵۰۰ × ۶۰۰ = ۹۰۰٬۰۰۰ (نهصد هزار). پس جمع واژه‌هایی که فقط از ترکیب ریشه‌ها با پیشوندها و پسوندها به دست می‌آید، می‌شود: ۲۲۵٬۰۰۰٬۰۰۰ + ۳۷۵٬۰۰۰ + ۹۰۰٬۰۰۰ = ۲۲۶٬۲۷۵٬۰۰۰ یعنی دویست و بیست و شش میلیون و دویست و هفتاد و پنج هزار واژه. در این محاسبه فقط ترکیب ریشه‌ها را با پیشوندها و پسوندها در نظر گرفتیم، آن هم فقط با یکی از تلفظ‌های هر ریشه؛ ولی ترکیب‌های دیگری نیز هست مثل ترکیب اسم با فعل (مانند: پیاده‌رو) و اسم با اسم (مانند: خردپیشه) و اسم با صفت (مانند: روشن‌دل) و فعل با فعل (مانند: گفتگو) و ترکیب‌های بسیار دیگر در نظر گرفته شده و اگر همهٔ ترکیب‌های ممکن را در زبان‌های هندواروپایی بخواهیم به‌شمار آوریم، تعداد واژه‌هایی که ممکن است وجود داشته باشد، مرز معینی ندارد و نکتهٔ قابل توجه این است که برای فهمیدن این میلیون‌ها واژه فقط نیاز به فراگرفتن ۱۵۰۰ ریشه و ۸۵۰ پیشوند و پسوند داریم، در صورتی که دیدیم در یک زبان سامی برای فهمیدن دو میلیون واژه باید دست‌کم ۲۵۰۰۰ ریشه را از برداشت و قواعد پیچیدهٔ صرف افعال و اشتقاق را نیز فراگرفت و در ذهن نگاه داشت. اساس توانایی زبان‌های هندواروپایی در یافتن واژه‌های علمی و بیان معانی همان است که شرح داده شد. زبان فارسی یکی از زبان‌های هندواروپایی است و دارای همان ریشه‌ها و همان پیشوندها و پسوندها است. تلفظ حروف در زبان‌های مختلف هندواروپایی متفاوت است ولی این تفاوت‌ها طبق یک روالی پیدا شده‌است. توانایی‌ای که در هر زبان هندواروپایی وجود دارد، مانند یونانی و لاتین و آلمانی و فرانسه و انگلیسی، در زبان فارسی هم همان توانایی وجود دارد. روش علمی در این زبان‌ها مطالعه شده و آماده است و برای زبان فارسی به کار بردن آن‌ها بسیار ساده است. برای برگزیدن یک واژهٔ علمی در زبان فارسی فقط باید واژه‌ای را که در یکی از شاخه‌های زبان‌های هندواروپایی وجود دارد با شاخهٔ فارسی مقایسه کنیم و با آن هماهنگ سازیم.
این تعداد واژه‌ها به روش اشتقاقی به وجود می‌آید و اگر روش ترکیبی و اشتقاقی ترکیبی و علایم اختصاری را هم بدان اضافه کنیم حساب کنید چند واژه خواهیم داشت و برای یادگیری ده‌ها میلیون واژه، فقط ۱۵۰۰ ریشه و ۸۵۰ پیشوند و پسوند را باید حفظ کرد مقایسه کنید با حفظ ۲۵۰۰۰ ریشهٔ عربی! با توجه به این که زبان فارسی یکی از زبان‌های هند و اروپایی است همان ریشه‌ها و پسوندها و پیشوندها در این زبان نیز هست. محمود حسابی در پیشگفتار کتاب «وندها و گهواژه‌های فارسی» می‌نویسد که:
«مطابق محاسبه به کمک ۱۵۰۰ ریشه و ۱۵۰ پیشوند و ۲۰۰ پسوند بر روی هم می‌توان ۴۵۰۰۰۰۰۰ واژهٔ دیگر ساخت.»
ناگفته نماند این‌ها غیر از وندهای منسوخ و مهجور فارسی باستان است. بنابر آنچه گفته شد توانایی‌های زبان‌های یونانی و لاتین و آلمانی و انگلیسی و فرانسه و… در زبان فارسی هم هست برای ساخت یک واژهٔ علمی جدید در فارسی، تنها باید آن را با یکی از شاخه‌های زبان هند و اروپایی مقایسه کنیم و با آن هماهنگ سازیم.